# کورت میچل
کرتیس مایکل (به انگلیسی: Frank Curtis Michael) فضانورد اهل ایالات متحده آمریکا است که در ۵ ژوئن ۱۹۳۴ میلادی در لا کراس، ویسکانسین زاده شد.